# 約瑟夫波拿巴灣
約瑟夫波拿巴灣（Joseph Bonaparte Gulf）是澳洲北領地與西澳洲北岸的一座海灣，屬於帝汶海的一部分。名稱來自於法國皇帝拿破崙一世的兄長約瑟夫·波拿巴，由法國探險家尼古拉·博丹命名。有維多利亞河、奧爾德河等河流注入。

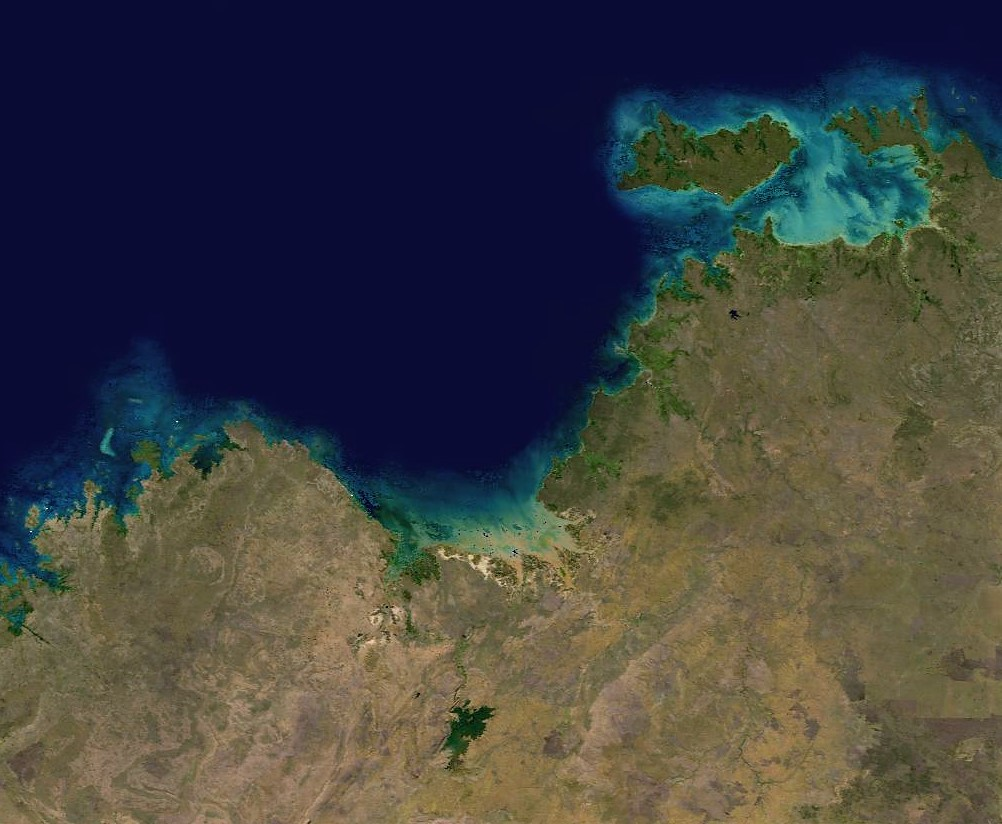
約瑟夫波拿巴灣